# تپه خیت نی لیک تپه سی
تپه خیت نی لیک تپه سی در شهرستان بوئین‌زهرا، روستای سعید آباد واقع شده و این اثر در تاریخ ۱۹ اسفند ۱۳۸۰ با شمارهٔ ثبت ۴۹۴۴ به‌عنوان یکی از آثار ملی ایران به ثبت رسیده است.